# Asystasia mysorensis
Asystasia mysorensis es una especie de fanerógama perteneciente a la familia de las acantáceas que se desarrolla en África.

## Usos
Se utiliza como una verdura de hoja y forraje para los animales.

## Taxonomía
Asystasia mysorensis fue descrita por (Roth) T.Anderson y publicado en Journal of the Linnean Society, Botany 9: 524. 1867.
sinonimia
- Adhatoda rostellaria var. humilis Nees
- Adhatoda rostrata Hochst. ex Oliv.
- Asystasia rostrata Solms ex Lindau
- Asystasia schimperi T.Anderson
- Asystasia schimperi var. grantii C.B.Clarke
- Ruellia mysorensis Roth basónimo[3]